# Casasia ekmanii
Casasia ekmanii là một loài thực vật có hoa trong họ Thiến thảo. Loài này được Urb. mô tả khoa học lần đầu tiên vào năm 1927.